# ドコモ・ファイナンス
株式会社ドコモ・ファイナンス（英: DOCOMO Finance, Inc.）は、日本の消費者金融会社。株式会社NTTドコモの連結子会社でありオリックス株式会社の持分法適用会社である。2025年3月31日までの商号はオリックス・クレジット株式会社（英: ORIX Credit Corporation）。

## 概説
1979年6月に、総合信販会社ファミリー信販として設立された。社名にクレジットと付いているので、クレジットカード会社と勘違いされやすいが、現在は個人及び個人事業主向けカードローン事業に資産を集中させており、正真正銘の消費者金融会社である。
主力商品はオリックスVIPローンカード。2006年より篠原涼子をCMに起用している。
但し同業の専業他社とは違い、店舗展開をせず（創業当初は営業窓口を設けていた）、書類の郵送やインターネットを介して契約のやり取りを行うダイレクトマーケティングに特化した独特な営業形態である。融資は銀行振込やローンカードを用いた提携ATMで行う。1998年頃には都市銀行などとの提携により、ATMでのローンカードを用いた借入の他、月々の返済入金も取り扱えるようにしている。
ダイレクトマーケティング型で人件費をはじめとする運営コストが大手消費者金融会社と比べて少ないと見られ、これを反映して貸付金利は低めに設定されており、1990年代からグレーゾーン金利での貸出しは行っていない。2010年6月以降のグレーゾーン金利廃止に伴い、他社との差別化が今後難しくなると思われるが、2010年秋頃より融資枠700万円で年利4.8%という契約コースを新設した。（但し貸金業法の総量規制により、理論上年収が2400万円程度なければ700万円の融資枠は設定できない）。
2009年以降、住信SBIネット銀行・りそなグループ（りそな銀行・埼玉りそな銀行）・大垣共立銀行などでオリックス・クレジットが信用保証を請け負う銀行カードローンの取扱を開始した。
一方、2001年12月にオリックスが出資していたあおぞら銀行と共同で銀行系消費者金融「あおぞらカード」を設立し、同社のカードローン「マイワン」の事業について、オリックス・クレジットからノウハウの移植が行われている（2004年に楽天が買収し、楽天クレジットを経て、楽天カードへ社名変更。現在は楽天銀行のカードローン事業となっている）。

## 資本関係
2009年5月7日、同年7月までに三井住友銀行(SMBC)がオリックス・クレジット株式の過半数を取得し、オリックスとの共同事業化をすることで双方が合意。しかし、2012年4月に合弁関係を解消する事で合意、6月にオリックス側が約310億円で株を買い戻し、再びオリックスの完全子会社に戻った。
2024年3月29日、NTTドコモがオリックスから株式66%を取得し、連結子会社化した（残りの34%は引き続きオリックスが保有する）。

## 主な商品
- VIPローンカード（金利 1.7％〜16.8％） - 主力ローンカード
  - ヨドバシカメラ・Ponta・ベネフィット・日本直販との提携カードも存在する。
- VIP Y`S CARD（金利 13.2％〜17.6％） - 20代向けローンカード
- VIP Lyrα CARD（金利 11.4％〜17.6％） - 女性向けローンカード
- ORIX CLUB CARD（金利 6.0％〜17.8％） - 個人事業者向けローンカード
- ORIX CLUB ビジネスローン（金利 3.35％〜12.25％） - 事業者向けのローン
- VIPローンカードBUSINESS（金利6.0％～17.8％）‐事業者専用カード